# Rapp+Rapp
Rapp+Rapp ist ein deutsch-niederländisches Architekturbüro, das 1999 von Christian und Birgit Rapp in Amsterdam und Berlin gegründet wurde.

## Partner
Christian Rapp (* 1962) absolvierte eine Maurerlehre und studierte Architektur an der TU Berlin und der TU Delft. Er arbeitete bei Otto Steidle, Rem Koolhaas und Hans Kollhoff. 1991 bis 1998 arbeitete er mit Stefan Höhne zusammen. Christian Rapp lehrte in Deutschland und den Niederlanden und seit 2007 an der TU Eindhoven. 2016 wurde er zum Stadtbaumeister von Antwerpen ernannt.
Birgit Rapp (* 1967) studierte Architektur an der Gerrit Rietveld Academie und der Academie van Bouwkunst Amsterdam.

## Bauten
Christian Rapp als Projektleiter bei Hans Kollhoff:
- 1989–1994: Wohnblock Piraeus, Amsterdam – KNSM-eiland mit Mien Ruys[2]

Eigene Bauten:
- 1995–1999: Wohnsiedlung Vierambachten, Spijkenisse
- 1995–2000: Haus Santen, Amsterdam[3]
- 1994–2001: Einfamilienhäuser Sporenburg, Amsterdam
- 1997–2003: Foyer Bos en Lommer, Amsterdam
- 1998–2004: Block A Stadtteilzentrum Ypenburg, Den Haag
- 1999–2005: Reihenhäuser Slot Haverleij, Den Bosch
- 2002–2005: Bürogebäude Brainpark III, Rotterdam mit Hans Kollhoff
- 1998–2006: Centrum Ypenburg, Den Haag
- 2002–2006: Kulturzentrum Jonkershove, Houthulst
- 1998–2007: De Grote Hof, Nootdorp
- 1999–2007: Wohngebäude Chicago, Amsterdam
- 2003–2009: Studentenwohnheim Oranjelaan, Den Haag
- 2004–2009: Bürogebäude Laurenshof, Rotterdam
- 2004–2009: Erweiterung Gemeindehaus, Niel
- 2003–2011: De Kroon, Den Haag
- 2005–2011: Wohnhaus Hobbemakade, Amsterdam
- 2007–2012: Wohngebäude Parkzicht 1+2, Bloemendaal
- 2008–2012: Dorfsaal und Dorfkernerneuerung, Merkem[4]

## Auszeichnungen und Preise
- 1994: Shortlisted – Mies van der Rohe Preis für Wohnblock Piraeus, Amsterdam[5]
- 1997: Maaskantpreis für junge Architekten für Christian Rapp
- 2008: Fritz Höger Preis für Block A Stadtteilzentrum Ypenburg, Den Haag[6]
- 2008: Fritz Höger Preis für Centrum Ypenburg, Den Haag[7]
- 2011: Betonprijs für De Kroon, Den Haag